# 莉迪亞·雅各比
莉迪亞·愛麗絲·雅各比（英語：Lydia Alice Jacoby，2004年2月29日—）是一名出生於美國阿拉斯加州的游泳運動員，曾獲得2020年夏季奧林匹克運動會女子100公尺蛙式比賽金牌。

## 外部連結
- 莉迪亞·雅各比的Instagram帳戶